# Pierre van der Westhuyzen
Pierre van der Westhuyzen (n. 18 august 2003, Bellville, Provincia Western Cape, Africa de Sud) este un caiacist ce a reprezentat Australia, medaliat olimpic. A participat la o ediție a Jocurilor Olimpice (2024) în care a câștigat o medalie de aur.